# Grímur Kamban

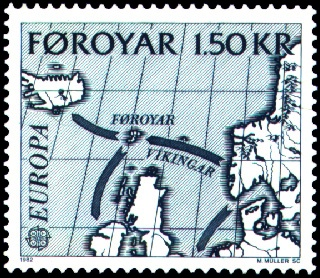
A térkép a feröeri viking honfoglalást illusztrálja. A Feröerről Írországba mutató nyíl félrevezető, mivel feltehetőleg sokan onnan érkeztek a szigetcsoportra

Grímur Kamban (óészaki nyelven: Grímr, a későbbi irodalomban Grím is) a Feröeriek sagája szerint az első telepes volt Feröeren, de feltehetőleg nem ő volt az első lakója a szigeteknek, hanem ír szerzetesek a 7. században.

## Származása
A saga szerint Grímur egy norvégiai viking volt, aki Széphajú Harald  norvég király zsarnoki uralma elől menekült. Ma azt feltételezik, hogy ez 825 körül történt, és nem pedig Széphajú Harald 9. század végi uralkodása idején; unokája, Þórólfur (Tórolvur) ugyanis részt vett egy izlandi expedícióban nem sokkal 874 előtt. (Egyes források szerint 867 körül). Þórólfur egyébként elnyerte a smør („vaj”) melléknevet, mivel ellentmondott Flóki Vilgerðarson akkori tanának, miszerint Izlandon csak jég van (innen származik egyébként a sziget neve), ezzel ellentétben szerinte minden fűszálból vaj csöpög.

## Pályafutása
Grímur Kambanról a nevén kívül semmit nem lehet tudni. A Kamban név feltételezések szerint kelta eredetű. Ennek megfelelően a legtöbb kutató szerint a viking telepesek nem közvetlenül Norvégiából, hanem a kelta világ viking településeiről érkeztek, talán Shetlandról, vagy Írországból, a Hebridákról, vagy akár Man-sziget szigetéről; ez utóbbi elméletet arra alapozzák, hogy ebben az időszakban ott – Írországgal ellentétben – népes viking közösség élt. Az is lehetséges, hogy az első norvégiai keresztények egyike volt, akit ír szerzetesek megtérítettek.
A saga szerint Eysturoy szigetén, Funningurban telepedett le (A Funningur név az óészaki funding szóból ered, ami felfedezést jelent). Az ásatások viking házakat hoztak felszínre ezen a területen, akárcsak számos más helyen Feröeren. A viking szokásokkal egyező módon lehetséges, hogy kelta rabszolgákat és nőket is magával vitt a telep megalapításához.